# Agua subterránea

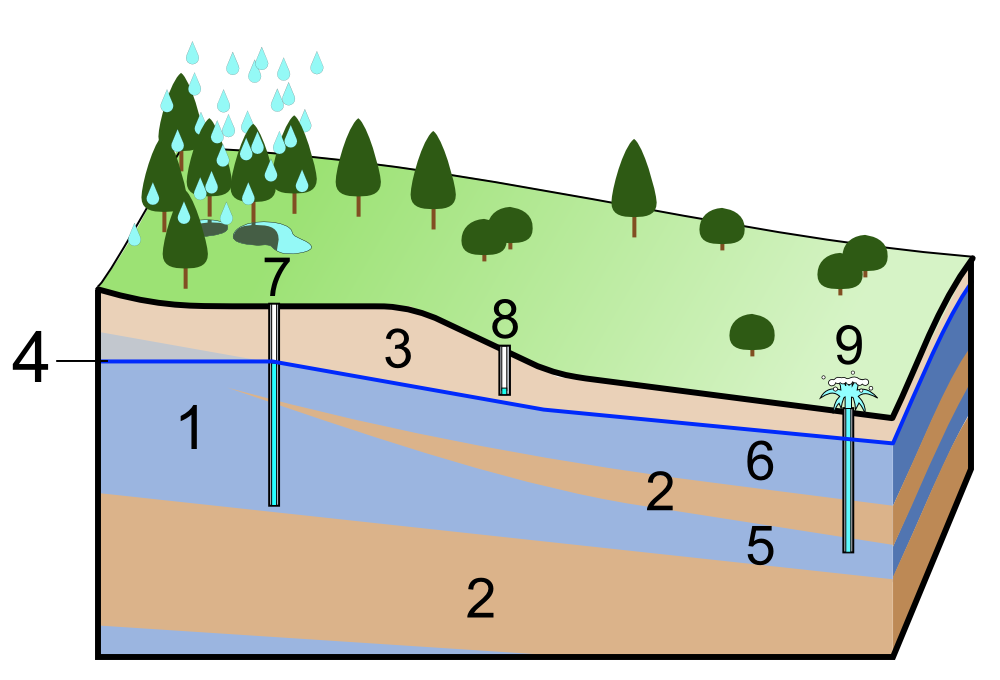
Ilustración que muestra agua subterránea en acuíferos (1, 5 y 6) bajo el nivel freático (4), y tres pozos distintos (7, 8 y 9) excavados para alcanzarla.

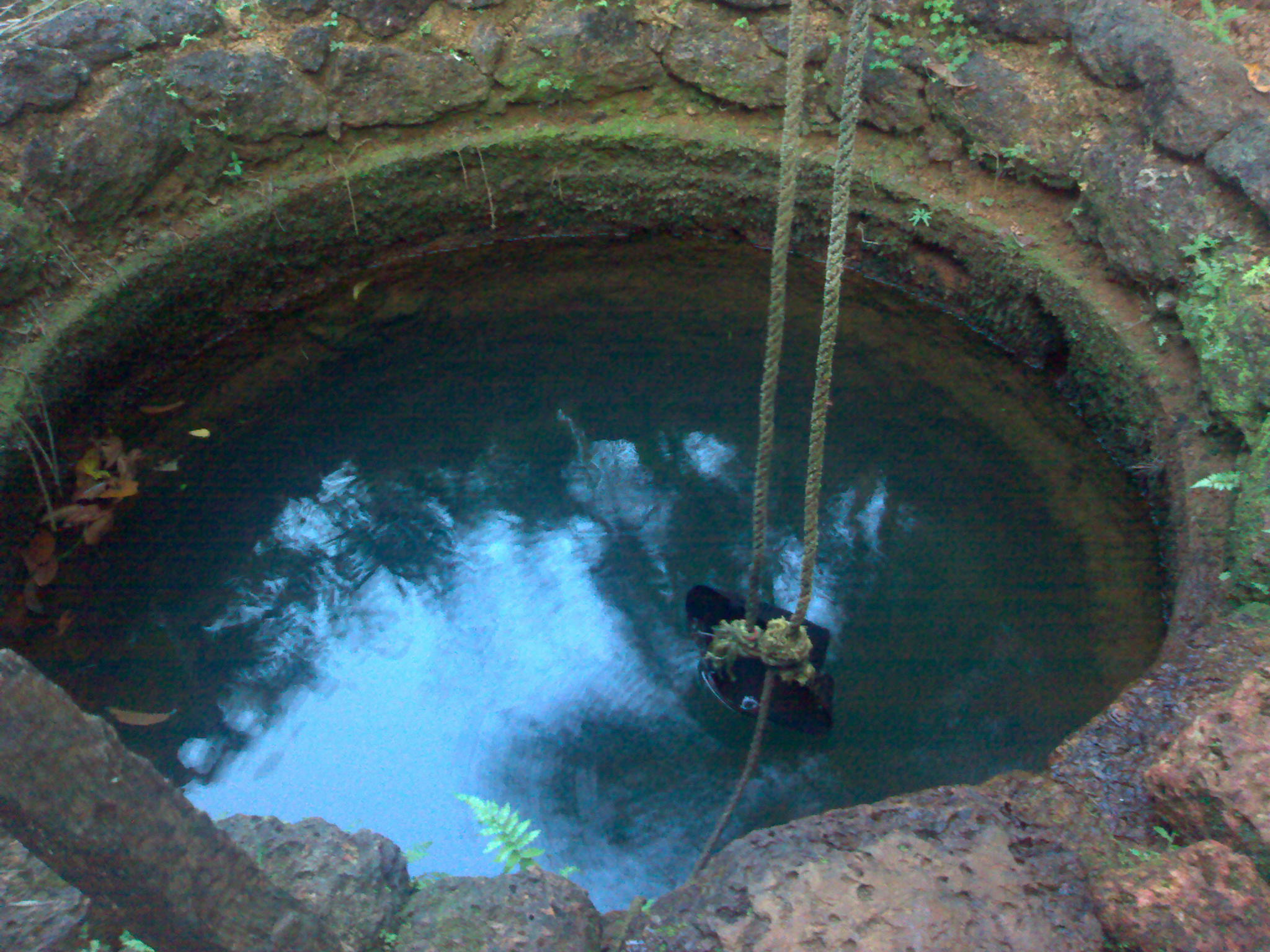
Afloramiento de agua subterránea en un pozo.

El agua subterránea es agua presente bajo la superficie terrestre, en espacios rocosos o suelos porosos o en los huecos de las formaciones rocosas. Cerca del 30 por ciento de toda el agua dulce disponible en el mundo es agua subterránea. Una acumulación de agua subterránea es considerada un acuífero cuando puede proporcionar una cantidad de agua suficiente para su aprovechamiento por el hombre. La profundidad a la que los espacios de suelo poroso y las grietas o huecos en las rocas están llenos de agua se conoce como nivel freático. El agua subterránea se recarga desde la superficie; puede también salir a la superficie de manera natural a través de manantiales y  filtraciones, y puede formar oasis o pantanos. Por otro lado, el agua subterránea se extrae a menudo para su uso en agricultura, industria y consumo humano mediante la construcción de pozos. El estudio de la distribución y movimiento del agua subterránea se denomina hidrogeología.
El agua subterránea representa una fracción importante de la masa de agua presente en los continentes, bajo la superficie de la Tierra, tanto en el suelo como en el subsuelo. El volumen del agua subterránea es mucho más importante que la masa de agua retenida en lagos o circulante, y aunque menor que el de los mayores glaciares, las masas más extensas pueden alcanzar un millón o más de km² (como el Acuífero Guaraní). El agua del subsuelo es un recurso importante, y de él se abastece a una tercera parte de la población mundial, pero de difícil gestión, por su sensibilidad a la contaminación y a la sobreexplotación. El agua subterránea es parte de la precipitación que se filtra a través del suelo hasta llegar al material rocoso que está saturado de agua. El agua subterránea se mueve lentamente hacia los niveles bajos, generalmente en ángulos inclinados (debido a la gravedad) y finalmente llega a los arroyos, los lagos y los océanos.
Es una creencia común que el agua subterránea llena cavidades y circula por galerías. Sin embargo, no siempre es así, pues puede encontrarse ocupando los intersticios (poros y grietas) del suelo, del sustrato rocoso o del sedimento sin consolidar, los cuales la contienen como una esponja. La única excepción significativa la ofrecen las rocas solubles, como las calizas y los yesos, susceptibles de sufrir el proceso llamado karstificación, en el que el agua excava simas, cavernas y otras vías de circulación, el modelo que más se ajusta a la creencia popular.
Un acuífero es una acumulación claramente diferenciada de agua en los poros o grietas de una masa de rocas permeables que permite su circulación. Las rocas almacén pueden ser de materiales muy variados como gravas y areniscas porosas poco cementadas (antiguos sedimentos marinos, de río, playa, eólicos), limos, ciertos tipos de arcilla, calizas agrietadas, e incluso formaciones volcánicas. El nivel superior del agua subterránea se denomina tabla de agua, que en el caso de un acuífero libre corresponde al nivel freático.
Es decir, el acuífero consta de una o más capas subterráneas de roca o de otros estratos geológicos que tienen la suficiente porosidad y permeabilidad para permitir ya sea un flujo significativo de aguas subterráneas o la extracción de cantidades significativas de aguas subterráneas.

## Estructura del acuífero
Un acuífero es un terreno rocoso permeable dispuesto bajo la superficie, en donde se acumula y por donde circula el agua subterránea. Consta de
- Una zona de saturación, que es la situada encima de la capa impermeable, donde el agua rellena completamente los poros de las rocas. El límite superior de esta zona, que lo separa de la zona vadosa o de aireación, es el nivel freático y varía según las circunstancias: descendiendo en épocas secas, cuando el acuífero no se recarga o lo hace a un ritmo más lento que el de su descarga; y ascendiendo, en épocas húmedas.
- Una zona de aireación o vadosa es el espacio comprendido entre el nivel freático y la superficie, donde no todos los poros están llenos de agua.

Cuando la roca permeable donde se acumula el agua se localiza entre dos capas impermeables, que puede tener forma de U o no, vemos que es un acuífero cautivo o confinado. En este caso, el agua se encuentra sometida a una presión mayor que la atmosférica, y si se perfora la capa superior o exterior del terreno, fluye como un surtidor, tipo pozo artesiano.

## Tipos de acuíferos

### Según su estructura

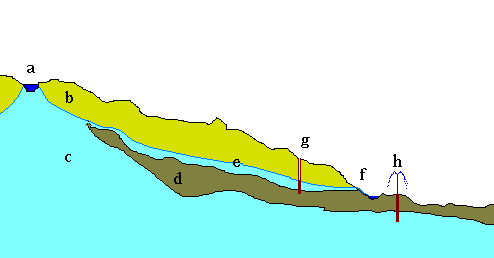
Tipos de acuíferos:
- c suelo poroso saturado;
- e acuífero libre o no confinado.
El entorno está formado por:
- a río o lago;
- b suelo poroso no saturado
- d suelo impermeable;
- f manantial;
- g pozo.

Desde el punto de vista de su estructura se puede distinguir entre acuíferos libres y acuíferos confinados.
En la figura de al lado se ilustran los dos tipos de acuíferos:
- río o lago (a), en este caso es la fuente de recarga de ambos acuíferos.
- suelo poroso no saturado (b).
- suelo poroso saturado (c), en el cual existe una masa de rocas impermeables (d), formado, por ejemplo por arcillas, este cuerpo impermeable confina el acuífero a cotas inferiores.
- sustrato impermeable (d).
- acuífero libre o no confinado (e).
- manantial (f);
- pozo que capta agua del acuífero no confinado (g).
- pozo que alcanza el acuífero confinado, frecuentemente el agua brota como en un surtidor o fuente, llamado pozo artesiano (h).

### Según su textura
Desde el punto de vista textural, se dividen también en dos grandes grupos: los porosos y fisurales.
En los acuíferos porosos el agua subterránea se encuentra como embebida en una esponja, dentro de unos poros intercomunicados entre sí, cuya textura motiva que existe "permeabilidad" (transmisión interna de agua), frente a un simple almacenamiento. Aunque las arcillas presentan una máxima porosidad y almacenamiento, pero una nula transmisión o permeabilidad (permeabilidad <> porosidad). Como ejemplo de acuíferos porosos, tenemos las formaciones de arenas y gravas aluviales
En los acuíferos fisurales, el agua se encuentra ubicada sobre fisuras o diaclasas, también intercomunicadas entre sí; pero a diferencia de los acuíferos porosos, su distribución hace que los flujos internos de agua se comporten de una manera heterogénea, por direcciones preferenciales. Como representantes principales del tipo fisural podemos citar los acuíferos kársticos.

### Según su comportamiento hidrodinámico
Desde un punto de vista hidrodinámico, de la movilidad del agua, podemos denominar, en sentido estricto:
Acuíferos
Buenos almacenes y transmisores de agua subterránea (cantidad y velocidad) (p.ej. arenas porosas y calizas fisuradas).
Acuitardos
Buenos almacenes pero malos transmisores de agua subterránea (cantidad pero lentos) (p.ej. limos).
Acuícludos
Pueden ser buenos almacenes, pero nulos transmisores (p.ej. las arcillas).
Acuífugos
Son nulos tanto como almacenes como transmisores. (p.ej. granitos o cuarcitas no fisuradas).

### Según su comportamiento hidráulico

#### Acuífero subestimado o libre
Es aquel acuífero que se encuentra en contacto directo con la zona subsaturada del suelo. En este acuífero la presión de agua en la zona superior es igual a la presión atmosférica, aumentando en profundidad a medida que aumenta el espesor saturado.

#### Acuífero cautivo o confinado

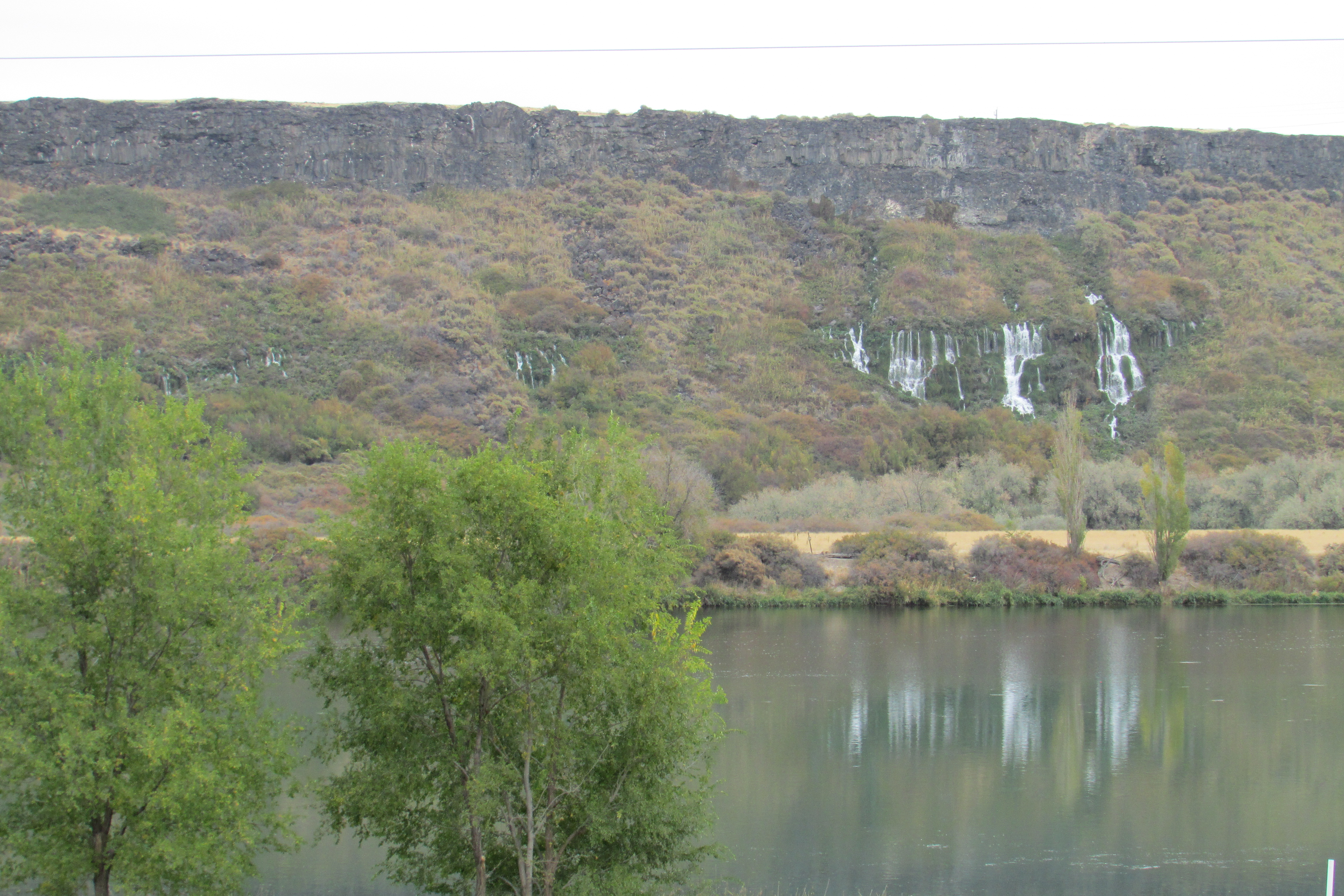
Parque natural de las mil fuentes en el estado de Idaho, Estados Unidos (Thousand Springs State Park, Idaho, United States). Los numerosos manantiales surgen en el nivel de contacto entre un estrato superior de rocas volcánicas bastante permeables que cubren otro estrato también de rocas volcánicas, pero impermeables.

Son aquellas formaciones en las que el agua subterránea se encuentra encerrada entre dos capas impermeables y es sometida a una presión distinta a la atmosférica (superior). Sólo recibe el agua de lluvia por una zona en la que existen materiales permeables, recarga alóctona donde el área de recarga se encuentra alejada del punto de medición, y puede ser directa o indirecta dependiendo de si es agua de lluvia que entra en contacto directo con un afloramiento del agua subterránea, o las precipitaciones deben atravesar las diferentes capas de suelo antes de ser integrada al agua subterránea. A las zonas de recarga se les puede llamar zonas de alimentación. Debido a las capas impermeables que encierran al acuífero, nunca se evidenciarán recargas autóctonas (situación en la que el agua proviene de un área de recarga situada sobre el acuífero), caso típico de los acuíferos semiconfinados y los no confinados o libres (freáticos).

#### Acuífero semi-confinado
Un acuífero se denomina semi-confinado cuando el estrato de suelo que lo cubre tiene una permeabilidad significativamente menor que la del acuífero mismo, pero no llega a ser impermeable, es decir que a través de este estrato la descarga y recarga pueden todavía ocurrir.

#### Acuíferos costeros
Los acuíferos costeros pueden ser libres, confinados o semiconfinados. Lo que los diferencia es la presencia de fluidos con dos densidades diferentes: agua dulce, con un densidad menor, con relación al agua salada del mar o del océano.
Esta diferencia de densidad hace que en la zona de la costa, el agua dulce se encuentra sobrepuesta al agua salada. El agua salada se introduce en el continente en forma de una cuña salina que se va profundizando a medida que se introduce en el continente.
La cuenca de los acuíferos costeros, al igual que la cuenca de acuíferos de zonas continentales interiores, se alimenta a través de precipitaciones, o a través del flujo subsuperficial y/o subterráneos de otras cuencas, mientras que las salidas se dan a través de la evapotranspiración, evaporación y por la salida subsuperficial, con la particularidad de que esta última se da hacia el mar.

## Recarga
El agua del suelo se renueva en general por procesos activos de recarga desde la superficie. La renovación se produce lentamente cuando la comparamos con la de los depósitos superficiales, como los lagos, y los cursos de agua. El tiempo de residencia (el periodo necesario para renovar por completo un depósito a su tasa de renovación normal) es muy largo. En algunos casos la renovación está interrumpida por la impermeabilidad de las formaciones geológicas superiores (acuitardos), o por circunstancias climáticas sobrevenidas de aridez.
En ciertos casos se habla de acuíferos fósiles, estos son bolsones de agua subterránea, formados en épocas geológicas pasadas, y que, a causa de variaciones climáticas ya no tienen actualmente recarga.
El agua de las precipitaciones (lluvia, nieve,...) puede tener distintos destinos una vez alcanza el suelo. Se reparte en tres fracciones. Se llama escorrentía a la parte que se desliza por la superficie del terreno, primero como arroyada difusa y luego como agua encauzada, formando arroyos y ríos. Otra parte del agua se evapora desde las capas superficiales del suelo o pasa a la atmósfera con la transpiración de los organismos, especialmente las plantas; nos referimos a esta parte como evapotranspiración. Por último, otra parte se infiltra en el terreno y pasa a ser agua subterránea.
La proporción de infiltración respecto al total de las precipitaciones depende de varios factores:
- La litología (la naturaleza del material geológico que aflora a la superficie) influye a través de su permeabilidad, la cual depende de la porosidad, del diaclasamiento (agrietamiento) y de la mineralogía del sustrato. Por ejemplo, los minerales arcillosos se hidratan fácilmente, hinchándose siempre en algún grado, lo que da lugar a una reducción de la porosidad que termina por hacer al sustrato impermeable.
- Otro factor desfavorable para la infiltración es una pendiente marcada.
- La presencia de vegetación densa influye de forma compleja, porque reduce el agua que llega al suelo (interceptación), pero extiende en el tiempo el efecto de las precipitaciones, desprendiendo poco a poco el agua que moja el follaje, reduciendo así la fracción de escorrentía y aumentando la de infiltración. Otro efecto favorable de la vegetación tiene que ver con las raíces, especialmente las raíces densas y superficiales de muchas plantas herbáceas, y con la formación de suelo, generalmente más permeable que la mayoría de las rocas frescas.

La velocidad a la que el agua se mueve depende del volumen de los intersticios (porosidad) y del grado de intercomunicación entre ellos. Los dos principales parámetros de que depende la permeabilidad. Los acuíferos suelen ser materiales sedimentarios de grano relativamente grueso (gravas, arenas, limos, etc.). Si los poros son suficientemente amplios, una parte del agua circula libremente a través de ellos impulsada por la gravedad, pero otra queda fijada por las fuerzas de la capilaridad y otras motivadas por interacciones entre ella y las moléculas minerales.
En algunas situaciones especiales se ha logrado la recarga artificial de los acuíferos, pero este no es un procedimiento generalizado, y no siempre es posible. Antes de poder plantearse la conveniencia de proponer la recarga artificial de un acuífero es necesario tener un conocimiento muy profundo y detallado de la hidrogeología de la región donde se encuentra el acuífero en cuestión por un lado y por otro disponer del volumen de agua necesario para tal operación.

## Tránsito
Uno de ellos es el flujo hipodérmico o "interflujo" es aquel que circula de modo somero y rápido por ciertas formaciones permeables de escasa profundidad, por lo general, ligada a alveos fluviales (acuíferos subálveos); que proceden de una rápida infiltración, una alta velocidad de transmisión (conductividad hidráulica), y un retorno hacia el cauce superficial. Por lo que estos flujos más intervienen en el balance neto de las aguas superficiales (o de escorrentía superficial) que en las aguas subterráneas donde sólo interviene como balance transitorio. De este modo, estos flujos suelen ir ligados al propio flujo en el río, dándose a veces al río el nombre de cauce intermitente, ya que lo que se observa en el río es que este tiene tramos con agua y tramos secos.
Como medio transitorio, también puede citarse el flujo ligado a hábitats húmedos, tipo criptohumedal, donde el agua, por debajo del circuito hipodérmico, ya circula propiamente por la zona saturada de un acuífero, y pertenece, por tanto, al balance neto de las aguas subterráneas, en diferencia al interflujo, de balance de escorrentía superficial. Este tránsito favorece el mantenimiento de las plantas denominadas "freatófilas", que son capaces de succionar las capas saturadas más someras de los acuíferos, como agua extra a la captada del suelo del exterior.

## Descarga
El agua subterránea mana (brota) de forma natural en distintas clases de surgencias en las laderas (manantiales) y a veces en fondos del relieve, siempre allí donde el nivel freático intercepta la superficie. Cuando no hay surgencias naturales, al agua subterránea se puede acceder a través de pozos, perforaciones que llegan hasta el acuífero y se llenan parcialmente con el agua subterránea, siempre por debajo del nivel freático, en el que provoca además una depresión local. El agua se puede extraer por medio de bombas. El agua también se desplaza a través del suelo, normalmente siguiendo una dirección paralela a la del drenaje superficial, y esto resulta en una descarga subterránea al mar que no es observada en la superficie, pero que puede tener importancia en el mantenimiento de los ecosistemas marinos.

## Sobreexplotación
Los pozos se pueden secar si el nivel freático cae por debajo de su profundidad inicial, lo que ocurre ocasionalmente en años de sequía, y por las mismas razones pueden secar los manantiales. El régimen de recarga puede alterarse por otras causas, como la reforestación, que favorece la infiltración frente a la escorrentía, pero aún más favorece la evaporación, o por la extensión de pavimentos impermeables, como ocurre en zonas urbanas e industriales.
El descenso del nivel freático medio se produce siempre que hay una extracción continuada de agua en el acuífero. Sin embargo este descenso no significa que el acuífero esté sobreexplotado. Normalmente lo que sucede es que el nivel freático busca una nueva cota de equilibrio en que se estabiliza. La sobreexplotación se produce cuando las extracciones totales de agua superan a la recarga.

## Contaminación del agua subterránea
El agua subterránea tiende a ser de tipodulce y potable, pues la circulación subterránea tiende a depurar el agua de algunas partículas y microorganismos contaminantes. Sin embargo, en ocasiones éstos llegan al acuífero por la actividad humana, como la construcción de fosas sépticas o la agricultura. Por otro lado la contaminación puede deberse a factores naturales, si los acuíferos son demasiado ricos en sales disueltas o por la erosión natural de ciertas formaciones rocosas.
La contaminación del agua subterránea puede permanecer por largos períodos de tiempo. Esto se debe a la baja tasa de renovación y largo tiempo de residencia, ya que al agua subterránea no se le puede aplicar fácilmente procesos artificiales de depuración como los que se pueden aplicar a los depósitos superficiales, por su difícil acceso. En caso de zonas locales de contaminación se pueden realizar remediación de acuíferos mediante la técnica de bombeo y tratamiento, que consiste en extraer agua del acuífero, tratarla químicamente, e inyectarla de vuelta al acuífero.
Entre las causas antropogénicas (originadas por los seres humanos), debidas a la contaminación están la infiltración de nitratos y otros abonos químicos muy solubles usados en la agricultura. Estos suelen ser una causa grave de contaminación de los suministros en llanuras de elevada productividad agrícola y densa población. Otras fuentes de contaminantes son las descargas de fábricas, el mal manejo de residuos sólidos urbanos, los productos agrícolas y los químicos utilizados por las personas en sus hogares y patios. Los contaminantes también pueden provenir de tanques de almacenamiento de agua, pozos sépticos, lugares con desperdicios peligrosos y vertederos. Actualmente, los contaminantes del agua subterránea que más preocupan (?) son los compuestos orgánicos industriales, como disolventes, pesticidas, pinturas, barnices, o los combustibles como la gasolina.
En cuanto a los abonos químicos minerales, los nitratos son los que generan mayor preocupación. Estos se originan de diferentes fuentes: la aplicación de fertilizantes, los pozos sépticos que no están funcionando bien, las lagunas de retención de desperdicios sólidos no impermeabilizadas por debajo y la infiltración de aguas residuales o tratadas. El envenenamiento con nitrato es peligroso en los niños. En altos niveles pueden limitar la capacidad de la sangre para transportar oxígeno, causando asfixia en bebés. En el tubo digestivo el nitrato se reduce produciendo nitritos, que son cancerígenos.
El agua subterránea en áreas costeras puede contaminarse por intrusiones de agua de mar (Intrusión salina) cuando la tasa de extracción es muy alta. Esto provoca que el agua del mar penetre en los acuíferos de agua dulce. Este problema puede ser tratado con cambios en la ubicación de los pozos o excavando otros que mantengan el agua salada lejos del acuífero de agua dulce. En todo caso, mientras la extracción supere a la recarga por agua dulce, la contaminación con agua salada sigue siendo una posibilidad.
Un ejemplo de la contaminación de aguas subterráneas es el que se presenta en el bajo valle del Ganges. Allí se da un caso grave de contaminación por arsénico que está causando la intoxicación crónica a decenas de millones de personas, irremediable hasta ahora. La causa de esta contaminación es la combinación de un factor antropogénico, la contaminación orgánica ligada a la intensificación del regadío y de un factor natural: una cepa bacteriana del suelo libera el arsénico que antes permanecía retenido en la roca debido a las nuevas condiciones.
Otro ejemplo es el de los acuíferos de la cuenca vertiente del Mar Menor en el Campo de Cartagena.
Las zonas de recarga de acuíferos son particularmente delicadas desde el punto de vista de la contaminación hídrica, ya que las sustancias contaminantes una vez que entran en los acuíferos permanecen allí durante períodos muy largos. Particularmente algunas actividades humanas llevan implícitos determinados peligros de contaminación. La tabla siguiente menciona algunas actividades peligrosas desarrolladas en zonas de recarga.
Mapas de riesgo de contaminación por fluoruros en aguas subterráneas
Alrededor de un tercio de la población mundial obtiene agua potable de las reservas de agua subterránea. Se estima que alrededor de un 10 por ciento de la población mundial –en torno a 300 millones de personas– se abastecen de agua de reservorios subterráneos contaminados con arsénico y fluoruro. La contaminación por estos oligoelementos es en general de origen natural y se produce por la liberación al medio acuoso de contaminantes por medio de mecanismos de alteración y/o desorción de los minerales contenidos tanto en rocas como en sedimentos.
En el año 2008 el Instituto Suizo de Investigación del Agua (Eawag) presentó un nuevo método que permite establecer mapas de riesgo para sustancias tóxicas de origen geológico en las aguas subterráneas.
La principal ventaja de esta aproximación es que permite establecer, para cada zona de extracción, la probabilidad de que el agua esté o no contaminada, lo que facilita los trabajos de muestreo y la identificación de nuevas áreas potencialmente contaminadas.
En el año 2016 este grupo de investigadores puso a disposición pública los conocimientos adquiridos por medio de la plataforma Groundwater Assessment Platform GAP (www.gapmaps.org). Esta plataforma permite a expertos de todo el mundo utilizar y visualizar datos analíticos propios, a fin de elaborar mapas de riesgo para una determinada zona de interés. La plataforma GAP funciona al mismo tiempo como un foro de discusión para el intercambio de conocimientos con el fin de continuar desarrollando y perfeccionando los métodos para la eliminación de sustancias nocivas de las aguas destinadas al consumo humano.
| Fuente de contaminación                       | Tipo de contaminante                                                                                          |
| --------------------------------------------- | --- |
| Actividad agrícola                            | Nitratos; amoniaco; pesticidas; microorganismos fecales                                                       |
| Saneamiento in situ                           | Nitratos; microorganismos fecales; trazas de hidrocarburos sintéticos                                         |
| Gasolineras y Talleres automotrices           | Benceno; otros hidrocarburos aromáticos; fenoles; algunos hidrocarburos halogenados                           |
| Depósito final de residuos sólidos            | Amonio; salinidad; algunos hidrocarburos halogenados; metales pesados                                         |
| Industrias metalúrgicas                       | Tricloroetileno; tetracloroetileno; otros hidrocarburos halogenados; metales pesados; fenoles; cianuro        |
| Talleres de pintura y esmaltes                | Alcalobencenos; tetracloroetileno; otros hidrocarburos halogenados; metales; algunos hidrocarburos aromáticos |
| Industria maderera                            | Pentaclorofenol; algunos hidrocarburos aromáticos                                                             |
| Tintorerías                                   | Tricloroetileno; tetracloroetileno                                                                            |
| Manufactura de pesticidas                     | algunos hidrocarburos halogenados; fenoles; arsénico; metales pesados                                         |
| Depósito final de lodos residuales domésticos | Nitratos; plomo; cinc; varios hidrocarburos halogenados                                                       |
| Curtiembres                                   | Cromo; salinidad; algunos hidrocarburos halogenados; fenoles;                                                 |
| Explotación y extracción de petróleo/gas      | Salinidad (cloruro de sodio); hidrocarburos aromáticos                                                        |
| Minas de carbón y de metales                  | Acidez; diversos metales pesados; hierro; sulfatos                                                            |

## Fauna
La fauna de las aguas subterráneas, o stygofauna, se compone fundamentalmente de crustáceos como por ejemplo el Niphargus, aunque también se compone de gusanos, insectos y otros grupos de invertebrados. Aunque no es usual, la fauna de las aguas subterráneas comprende también animales vertebrados: en Australia se han encontrado dos especies de peces ciegos. La mayoría de estas especies pasan toda su vida en aguas subterráneas, no encontrándose en ningún otro sitio.

## Estimación de reservas y consumo
Según un estudio publicado en la revista Nature Geoscience, se estima que el agua subterránea puede abarcar hasta un volumen total de 23 millones de kilómetros cúbicos y se ubica a 2 km bajo la superficie; esa cantidad, es suficiente para aumentar el nivel del mar en 50 metros.
La UNESCO estimó, en 1992, que más del 50% de la población mundial estaba siendo abastecida por agua procedentes de acuíferos. En EE. UU. por ejemplo, se perforan cerca de 400.000 pozos al año, y se extraen más de 120 billones de metros cúbicos al año, suministrando más del 70% del abastecimiento público y de las industrias. De manera parecida, países como Alemania, Austria, Bélgica, Dinamarca, Francia, Holanda, Hungría, Italia, Marruecos, Rusia y Suiza suministran con estas aguas entre el 70 y el 90% de la demanda de abastecimiento público.